# Küstendorf
Drvengrad, zvaný také Mećavnik nebo Küstendorf, je napodobenina tradiční balkánské vesnice („etno selo“), která se nachází ve Zlatiborském okrese na západě Srbska. Nedaleko se nachází muzejní železnice Šarganská osmička a město Višegrad se slavným mostem Mehmeda Sokoloviće. Dřevěnou vesnici nechal postavit filmový režisér Emir Kusturica pro natáčení filmu Život je zázrak (2004). Cílem projektu je zachránit původní venkovskou architekturu a vytvořit turistický areál zaměřený na nekomerční a neglobalizovanou kulturu. Nachází se zde knihovna, galerie, škola, kino, obchody, restaurace, hotely a pravoslavný kostel zasvěcený svatému Sávovi. V okolních horách byly vybudovány lyžařské sjezdovky. Vesnice získala v roce 2005 Evropskou cenu za architekturu. Kusturica pojmenoval místní ulice po svých vzorech (Ivo Andrić, Federico Fellini, Nikola Tesla, Che Guevara, Diego Maradona). Od roku 2008 se zde každoročně v lednu koná Filmový festival Küstendorf.